# Horst Bien
Horst Bien (* 5. November 1920 in Treptow an der Rega, Hinterpommern; † 16. Juni 1993 in Greifswald) war ein deutscher Literaturwissenschaftler, Übersetzer und Hochschullehrer.

## Leben und Werk
Horst Bien wuchs als Adoptivsohn von Arthur und Elsa Bien in Treptow an der Rega auf, schloss dort 1938 die Oberschule mit dem Abitur ab und begann eine Ausbildung als Auslandskorrespondent. 1939 wurde er als Soldat der Wehrmacht eingezogen. 1946 wurde er aus der Kriegsgefangenschaft entlassen und arbeitete zunächst als Dolmetscher in Bremen. Von 1947 bis 1948 war er Student an der Fremdsprachenschule in Leipzig und legte vor der Industrie- und Handelskammer Thüringen die Dolmetscherprüfung für die englische Sprache ab. Seit 1948 war er mit der Germanistin und Hochschullehrerin Gisela Bien (1920–2004) verheiratet.
Nach kurzer Tätigkeit als Lehrer an einer Oberschule in Jena arbeitete er bis 1952 als Dozent an der Jenenser Volkshochschule und war zugleich Student der Anglistik, Slawistik, Nordistik und Pädagogik an der Friedrich-Schiller-Universität Jena. Nach dem Staatsexamen 1953 war er hier bis 1954 als Lektor und bis 1957 als wissenschaftlicher Assistent bzw. Oberassistent in der Nordischen Abteilung des Germanistischen Instituts tätig. 1957 promovierte er zum Thema „Der nationale Durchbruch in der norwegischen Literatur des 18. Jahrhunderts“, 1963 habilitierte er sich mit dem Thema „Untersuchungen zu Henrik Ibsens Realismus“. Von 1957 bis zu seiner Emeritierung 1986 war er am Nordischen Institut der Philosophischen Fakultät der Ernst-Moritz-Arndt-Universität Greifswald tätig, zunächst als Oberassistent, ab 1959 als Dozent, ab 1965 als Professor mit Lehrauftrag für Norwegische und Dänische Literatur sowie Kulturelle Beziehungen zu den Nordischen Ländern, ab 1969 als ordentlicher Professor für Kulturpolitik und Literaturen der nordischen Länder. Von 1965 bis 1967 leitete der das Institut kommissarisch. Im Zuge der 3. Hochschulreform 1969 wurde aus dem Nordischen Institut die Sektion Nordeuropawissenschaften.
Mit der Publikation seiner literaturwissenschaftlichen Forschungen hat sich Horst Bien vor allem als Ibsen-Forscher einen Namen gemacht. Zudem hat er als Nordist „eindrucksvoll über viele norwegische Schriftsteller geschrieben, u. a. über Hamsun, Nordahl Grieg und Kjartan Fløgstad […]. Besonders hat sich Horst Bien für norwegische Arbeiterlyrik interessiert – eine lobenswerte kulturelle Ökologie! […] Insgesamt war Horst Bien aus dem Stoff, aus dem Träger des Sankt-Olav-Ordens gemacht sind.“
Der norwegische Literaturhistoriker und Literaturkritiker Willy Dahl würdigt Horst Biens Verdienste um die norwegische Literatur: „Seine Arbeit als Übersetzer, Verfasser von Vorworten und als Verlagsberater ist der Grund für den hohen Bekanntheitsgrad der norwegischen Literatur, die in deutscher Sprache zugänglicher ist als in irgendeiner anderen Sprache.“
Der Germanist und Skandinavist Knut Brynhildsvoll schrieb 1993 in einem Nachruf: „Mit Horst Bien verliert die moderne nordische Literaturwissenschaft auf deutschsprachigem Gebiet einen ihrer profiliertesten Vertreter, der sich – namentlich durch seine Ibsenforschungen – weit über die Grenzen seiner engeren Heimat hohes Ansehen erworben hat.“

## Bücher, Herausgebertätigkeit und Nachworte (Auswahl)
- Horst Bien: Der nationale Durchbruch in der norwegischen Literatur der zweiten Hälfte des 18. Jahrhunderts. Jena, Philosophische Fakultät, Dissertation vom 29. November 1956.
- Festschrift der Ernst Moritz Arndt-Universität Greifswald zur Ostseewoche vom 27. Juni bis 5. Juli 1959. Zusammengestellt von Horst Bien, Wissenschaftliche Zeitschrift der Ernst Moritz Arndt-Universität Greifswald. Jg. 8, Heft 3, 1959.
- Horst Bien: Untersuchungen zu Henryk Ibsens Realismus. Greifswald, Philosophische Fakultät, Habilitationsschrift vom 12. November 1963.
- Henrik Ibsen: Peer Gynt. Ein dramatisches Gedicht. Aus dem Norwegischen übertragen von Christian Morgenstern, mit einem Nachwort von Horst Bien, Leipzig 1965.
- Nordahl Grieg: Und das Schiff geht weiter. Ausgewählte Werke in Einzelausgaben. Aus dem Norwegischen übertragen von Gustav Morgenstern. Hrsg. und mit einem Nachwort von Horst Bien. Berlin 1965, 2. Aufl. 1966.
- Dr. Horst Bien Et al Eds.: Nordeuropa: Jahrbuch für Nordische Studien – 1 (1966); Nordeuropa: Jahrbuch für Nordische Studien – 2 (1967); Nordeuropa: Jahrbuch für Nordische Studien – 3 (1969). Wissenschaftliche Zeitschrift der Ernst-Moritz-Arndt-Universität Greifswald.
- Johanna Bugge Olsen: Das Mädchen Tine. Roman. Aus dem Norwegischen übertragen von Bernhard Schulze. Mit einem Nachwort von Horst Bien. Rostock 1967.
- Nordahl Grieg: Dramen. Ausgewählte Werke in Einzelausgaben. Hrsg. von Horst Bien, Berlin 1968.
- Horst Bien: Henrik Ibsens Realismus. Zur Genesis und Methode des klassischen kritisch-realistischen Dramas (Neue Beiträge zur Literaturwissenschaft; Bd. 29). Berlin 1970.
- Nordahl Grieg: Im Konvoi über den Atlantik. Reportagen und Publizistik. Aus dem Norwegischen von Rosemarie Paulsen und Lutz Volke. Hrsg. und mit einer Einleitung von Horst Bien, Berlin 1972.
- Horst Bien: Henrik Ibsens realisme. Det klassisk kritisk-realistiske dramas opprinnelse og utvikling. Universitetsforlaget Oslo–Bergen–Tromsø 1973.
- Knut Hamsun: August Weltumsegler. Aus dem Norwegischen übersetzt von J. Sandmeier u. S. Angermann. Mit einem Nachwort von Horst Bien, Leipzig 1976, 2. Auflage 1980.
- Henrik Ibsen: Dramen. Mit einem Nachwort von Horst Bien, Berlin 1977.
- Artur Bethke, Horst Bien und Erika Kosmalla: Meyers Taschenlexikon Nordeuropäische Literaturen. Leitung und Gesamtredaktion Horst Bien, Leipzig 1978, 2. Auflage 1980.
- Knut Hamsun: Hunger. Aus dem Norwegischen übersetzt von J. Sandmeier u. S. Angermann. Mit einem Nachwort von Horst Bien, Leipzig 1978, 2. Auflage 1989.
- Knut Hamsun: Segen der Erde. Aus dem Norwegischen übersetzt von J. Sandmeier u. S. Angermann. Mit einem Nachwort von Horst Bien, Berlin 1979.
- Die nordischen Literaturen als Gegenstand der Literaturgeschichtsschreibung. Beiträge zur 13. Studienkonferenz der Internationalen Assoziation für Skandinavische Studien (IASS) 10.–16. August 1980 an der Ernst-Moritz-Arndt-Universität Greifswald. Hrsg. von Horst Bien unter Mitarbeit von Gabriele Sokoll, Rostock 1982.
- Horst Bien: Werke und Wirkungen Knut Hamsuns. Eine Bestandsaufnahme. Leverkusen 1990.

## Literarische Übersetzungen und Nachdichtungen
- Ruf aus Norwegen: Gedichte von Rudolf Nilsen und Nordahl Grieg. Ausgewählt und übertragen von Horst Bien und Helmut Stelzig. Mit einer Nachbemerkung von Helmut Strelzig. Hinstorff, Rostock 1960.
- Øivind Bolstad: Das Spiel geht weiter (Schauspiel). Berlin 1964.
- Gedichte von Göran Sonnevi, Ingvar Törnell, Ulf Oldberg u. a. In: Neue deutsche Literatur. Berlin 1973, H. 7, S. 116 ff.
- Inger Hagerup: Tee mit Zitrone (Fernsehspiel), Berlin 1974, 2. Auflage 1975.
- Kristian Elster: Sonnenwolken. Ein Landarzt an einen Freund. Aus dem Norwegischen übertragen von Gisela und Horst Bien. Nachbemerkung von Horst Bien. Illustrationen von Ronald Paris. Rostock 1986.
- Kristian Elster: Ein fremder Vogel / Kristian Elster. Illustrationen von Harry Jürgens. Aus dem Norwegischen übertragen von Gisela und Horst Bien. Rostock 1990.
- Das ausführliche Schriftenverzeichnis findet sich in: Horst Bien: Werke und Wirkungen Knut Hamsuns. Eine Bestandsaufnahme. Leverkusen 1990, S. 75–80.